# 長寧區婦幼保健院
上海市長寧區婦幼保健院是中華人民共和國上海市長寧區一家婦產科醫院以及二级甲等专科医院，原名上海私立产妇医院，始建于1935年。创始人為孙克基，曾在美国约翰·霍普金斯大学获得医学博士学位。中華人民共和國建國后，孙克基的私人医院變更為公立醫院，后改名为上海市长宁区妇幼保健院。2019年5月29日，成為华東師範大學附属医院，掛牌华师大附属长宁区妇幼保健院。同年10月底搬遷至愚园路786号。